# Piet Moeskops
Pieter Daniel Moeskops (Loosduinen, 13 de noviembre de 1893-La Haya, 16 de noviembre de 1964) fue un deportista neerlandés que compitió en ciclismo en la modalidad de pista. Ganó siete medallas en el Campeonato Mundial de Ciclismo en Pista entre los años 1921 y 1930.

## Medallero internacional
| Campeonato Mundial | Campeonato Mundial     | Campeonato Mundial | Campeonato Mundial       |
| Año                | Lugar                  | Medalla            | Competición              |
| ------------------ | ---------------------- | ------------------ | ------------------------ |
| 1921               | Copenhague (Dinamarca) | Medalla de oro     | Velocidad individual (P) |
| 1922               | París (Francia)        | Medalla de oro     | Velocidad individual (P) |
| 1923               | Zúrich (Suiza)         | Medalla de oro     | Velocidad individual (P) |
| 1924               | París (Francia)        | Medalla de oro     | Velocidad individual (P) |
| 1926               | Milán (Italia)         | Medalla de oro     | Velocidad individual (P) |
| 1929               | Zúrich (Suiza)         | Medalla de plata   | Velocidad individual (P) |
| 1930               | Bruselas (Bélgica)     | Medalla de plata   | Velocidad individual (P) |

## Palmarés
- 1917 
  - Campeón de los Países Bajos de velocidad
- 1920 
  - Campeón de los Países Bajos de velocidad
- 1921 
  - Campeón del mundo de velocidad
  - Campeón de los Países Bajos de velocidad
- 1922 
  - Campeón del mundo de velocidad
- 1923 
  - Campeón del mundo de velocidad 
  - Campeón de los Países Bajos de velocidad 
  - 1.º en el Gran Premio del UVF
- 1924 
  - Campeón del mundo de velocidad
- 1926 
  - Campeón del mundo de velocidad
- 1927 
  - Campeón de los Países Bajos de velocidad 
  - 1.º en el Gran Premio de la UCI
- 1928 
  - 1.º en el Gran Premio de Copenhague
- 1929 
  - Campeón de los Países Bajos de velocidad 
  - Campeón de los Países Bajos de persecución por equipos
- 1930 
  - Campeón de los Países Bajos de velocidad 
  - 1.º en el Gran Premio del UVF
- 1931 
  - Campeón de los Países Bajos de velocidad
- 1932 
  - Campeón de los Países Bajos de velocidad